# What's My Name? (Rihanna)
What's My Name? is een nummer van zangeres Rihanna, in samenwerking met Drake. Het lekte op 15 oktober het internet op. Op 12 november 2010 werd het nummer uitgegeven worden als tweede single van haar vijfde studioalbum, Loud. Het uit Noorwegen afkomstige duo Stargate was verantwoordelijk voor de productie. De single werd een nummer één-hit in de Verenigde Staten.

## Videoclip
Een groot deel van de video werd opgenomen op 26 september 2010 in New York met Phillip Andelman als regisseur. Delen van de clip waarin Drake meedoet werden gefilmd op 27 oktober. Uiteindelijk ging de videoclip in première op 12 november 2010 op Rihanna's kanaal op Youtube. In april 2011 had de videoclip al meer dan 150 miljoen weergaven. De video werd in 2013 meer dan 300 miljoen keer bekeken, en is daarmee de één op na populairste video van Rihanna.
De videoclip begint met verschillende beelden van New York. Vervolgens zien we Drake praten met de kassier in een winkel. Wat later komt Rihanna binnen en stapt ze verder naar de frigo's. Drake achtervolgt haar en doet Rihanna schrikken waardoor een pak melk op de grond valt. Wanneer Rihanna opnieuw begint te zingen, duwt ze Drake weg met een lach op haar gezicht. In de volgende scènes zien we Rihanna dansen en zingen op straat en zien we verschillende mensen rondstappen met verschillende muziekinstrumenten. Tussen die beelden is te zien dat Drake en Rihanna een romantische tijd tegemoet gaan in hun flat. Ze drinken wijn en houden een kussengevecht. Op het einde zien we Rihanna in het park staan met verschillende mensen met opnieuw de muziekinstrumenten. De videoclip eindigt waarbij we Drake iets in Rihanna's oor zien fluisteren.

## Promotie
Rihanna zong het nummer voor het eerst in Saturday Night Show samen met "Only Girl (In The World)". Later zong ze het ook nog tijdens de finale van X-Factor. Later volgden ook nog de Grammy's, de American Music Awards en het programma van David Letterman. Ze zong het ook op de Brit Awards samen met de melodie van "S&M" en "Only Girl (In the World)". "What's My Name" werd ook gespeeld tijdens The Last Girl on Earth Tour en de Loud Tour.

## Hitnoteringen

### Nederlandse Top 40
| Hitnotering: 18-12-2010 t/m 29-01-2011 | Hitnotering: 18-12-2010 t/m 29-01-2011 | Hitnotering: 18-12-2010 t/m 29-01-2011 | Hitnotering: 18-12-2010 t/m 29-01-2011 | Hitnotering: 18-12-2010 t/m 29-01-2011 | Hitnotering: 18-12-2010 t/m 29-01-2011 | Hitnotering: 18-12-2010 t/m 29-01-2011 | Hitnotering: 18-12-2010 t/m 29-01-2011 | Hitnotering: 18-12-2010 t/m 29-01-2011 |
| Week:                                  | 1                                      | 2                                      | 3                                      | 4                                      | 5                                      | 6                                      | 7                                      |                                        |
| -------------------------------------- | -------------------------------------- | -------------------------------------- | -------------------------------------- | -------------------------------------- | -------------------------------------- | -------------------------------------- | -------------------------------------- | -------------------------------------- |
| Positie:                               | 35                                     | 31                                     | 26                                     | 25                                     | 23                                     | 27                                     | 40                                     | uit                                    |

### NederlandseSingle Top 100
| Positie: | 41 | 38 | 36 | 23 | 20 | 30 | 38 | 36 | 39 | 48 | 69 | 60 | 82 | uit |

### VlaamseUltratop 50
| Hitnotering: 27-11-2010 t/m 12-02-2011 | Hitnotering: 27-11-2010 t/m 12-02-2011 | Hitnotering: 27-11-2010 t/m 12-02-2011 | Hitnotering: 27-11-2010 t/m 12-02-2011 | Hitnotering: 27-11-2010 t/m 12-02-2011 | Hitnotering: 27-11-2010 t/m 12-02-2011 | Hitnotering: 27-11-2010 t/m 12-02-2011 | Hitnotering: 27-11-2010 t/m 12-02-2011 | Hitnotering: 27-11-2010 t/m 12-02-2011 | Hitnotering: 27-11-2010 t/m 12-02-2011 | Hitnotering: 27-11-2010 t/m 12-02-2011 | Hitnotering: 27-11-2010 t/m 12-02-2011 | Hitnotering: 27-11-2010 t/m 12-02-2011 | Hitnotering: 27-11-2010 t/m 12-02-2011 |
| Week:                                  | 1                                      | 2                                      | 3                                      | 4                                      | 5                                      | 6                                      | 7                                      | 8                                      | 9                                      | 10                                     | 11                                     | 12                                     |                                        |
| -------------------------------------- | -------------------------------------- | -------------------------------------- | -------------------------------------- | -------------------------------------- | -------------------------------------- | -------------------------------------- | -------------------------------------- | -------------------------------------- | -------------------------------------- | -------------------------------------- | -------------------------------------- | -------------------------------------- | -------------------------------------- |
| Positie:                               | 35                                     | 37                                     | 50                                     | 41                                     | 40                                     | 40                                     | 42                                     | 38                                     | 28                                     | 34                                     | 32                                     | 49                                     | uit                                    |